# 群的生成集合
在抽象代數中，群 {\displaystyle G} 的生成集合是子集 S 使得所有 G 的所有元素都可以表達為 S 的元素和它們的逆元中的有限多個元素的乘積。
更一般的說，如果 S 是群 G 的子集，則 {\displaystyle S} 所生成的子群 <S> 是包含所有 S 的元素的 G 的最小子群，這意味著它是包含 S 元素的所有子群的交集；等價的說，<S> 是 G 中所有可以用 S 的元素和它們的逆元中的有限乘積表達的元素的子群。 
如果 G = <S>，則我們稱 S 生成 G；S 中的元素叫做生成元或群生成元。如果 S 是空集，則 <S> 是平凡群 {e}，因為我們認為空乘積是單位元。
在 S 中只有一個單一元素 x 的時候，<S> 通常寫為 <x>。在這種情況下，<x> 是 x 的冪的循環子群，我們稱這個循環群是用 x 生成的。與聲稱一個元素 x 生成一個群等價，還可以聲稱它有階 |G|，或者說 <x> 等于整個群 G。

## 有限生成群
如果 S 是有限的，則群 G = <S> 叫做有限生成群。有限生成阿貝爾群的結構特別容易描述。很多對有限生成群成立的定理對一般的群無效。
所有有限群是有限生成群因為 <G> = G。整數集在加法下的群是由 <1> 和 <-1> 二者有限生成的無限群的例子，但是有理數集在加法下的群不能有限生成。不可數群都不能有限生成。
同一個群的不同子集都可以是生成子集；比如，如果 p 和 q 是 gcd(p, q) = 1 的整數，則 <{p, q}> 還生成整數集在加法下的群(根據貝祖等式)。
儘管有限生成群的所有商群是有限生成群為真(簡單的在商群中選取生成元的像)，有限生成群的子群不必須是有限生成群，例如，設 G 是有兩個生成元 x 和 y 的自由群，(它明顯是有限生成群，因為 G = <{x,y}>)，并設 S 是由形如 ynxy−n 的所有 G 的元素構成子集，這里的 n 是自然數。因為 <S> 明顯同構於有可數個生成元的自由群，它不能被有限生成。但是，所有有限生成阿貝爾群的子群完全是有限生成群。更進一步: 所有有限生成群的類在群擴張下閉合。要看出這個結論，選取(有限生成)正規子群和商群的生成集合: 正規子群的生成元和商群的生成元的前像一起生成了這個群。

## 自由群
由集合 S 生成的最一般的群是 S 自由生成的群。所有 S 生成的群同構於這個群的因子群，這個特征實用於一個群的展示的表達中。

## Frattini子群
一個有趣的伙伴主題是非生成元。群 G 的元素 x 是非生成元，如果生成 G 的包含 x 的所有集合 S 在把 x 從 S 中去掉的時候仍生成 G。在帶有加法的整數集中，唯一的非生成元是 0。所有的非生成元的集合形成了 G 的子群，叫做 Frattini子群。

## 例子
可逆元的群 U(Z9) 是所有的互素於 9 的整數在 mod 9 乘法下的群(U9 ={1,2,4,5,7,8})。這里的所有算術都要模以 9。7 不是 U(Z9) 的生成元，因為
{\displaystyle \{7^{i}{\pmod {9}}\ |\ i\in \mathbb {N} \}=\{7,4,1\}}。
而 2 是，因為:
{\displaystyle \{2^{i}{\pmod {9}}\ |\ i\in \mathbb {N} \}=\{1,2,4,5,7,8\}}。
在另一方面，大小為 n 的 n次對稱群不是循環群，因此它不能由任何一個元素生成。但是它可以從兩個置換 (1 2) 和 (1 2 3 ... n) 生成。例如，對於 S3 我們有:
e = (1 2)(1 2)
(1 2) = (1 2)
(2 3) = (1 2)(1 2 3)
(1 3) = (1 2 3)(1 2)
(1 2 3) = (1 2 3)
(1 3 2) = (1 2)(1 2 3)(1 2)
無限群也可以有有限生成集合。整數集的加法群有 1 作為生成集合。元素 2 不是生成集合，因為它不能生成奇數。兩元素子集 {3, 5} 是生成集合，因為 (-5) + 3 + 3 = 1 (事實上，任何一對互素的數都可以，這是貝祖等式的結論)。

## 引用
- Lang, Serge, , Graduate Texts in Mathematics 211 3rd, Springer-Verlag, 2002.

## 外部連結
- Mathworld: Group generators （页面存档备份，存于）